# 牛虱草
牛虱草（学名：Eragrostis unioloides）是禾本科画眉草属的植物。分布在非洲热带、亚洲热带、台湾岛以及中国大陆的云南、福建、江西、华南各地等地，生长于海拔160米至1,300米的地区，常生于庭园、荒山、草地及路旁，目前尚未由人工引种栽培。